# ويليام أبيل
ويليام أبيل (29 أغسطس 1887 - 23 مارس 1934) (بالإنجليزية: William Abel)‏ هو لاعب كريكت بريطاني (وحمل سابقاً جنسية المملكة المتحدة لبريطانيا العظمى وأيرلندا). شارك مع منتخب إنجلترا للكريكت.